# Maximális részcsoport
A csoportelméletben maximális részcsoportnak nevezzük az olyan valódi részcsoportot, amely maga nem valódi része egy másik valódi részcsoportnak. Tehát egy adott {\displaystyle G} csoport {\displaystyle M<G} részcsoportja akkor maximális, ha {\displaystyle M\neq G}, és nincs olyan {\displaystyle H} részcsoport, hogy {\displaystyle M\lneqq H\lneqq G}.

## Egzisztencia és unicitás
Nem minden csoportnak van maximális részcsoportja. Az egyelemű csoportnak például nincs valódi részcsoportja, így maximális részcsoportja sincsen. A Prüfer-csoport minden valódi részcsoportja része egy bővebb valódi részcsoportnak, így ebben a csoportban sincsen maximális részcsoport.
Ha {\displaystyle G} nemtriviális véges csoport, akkor {\displaystyle G}-nek van maximális részcsoportja, mi több, minden valódi részcsoport része egy maximális részcsoportnak. Legyen ugyanis {\displaystyle H<G} egy tetszőleges valódi részcsoport. Ha {\displaystyle H} maximális, akkor az állítás teljesült. Ha nem, akkor van olyan {\displaystyle H_{1}}, hogy {\displaystyle H<H_{1}<G}. Ha {\displaystyle H_{1}} maximális, akkor készen vagyunk; ha nem, akkor van olyan {\displaystyle H_{2}}, hogy {\displaystyle H<H_{1}<H_{2}<G}. Az eljárás nem folytatható a végtelenségig, hiszen {\displaystyle G} maga véges.
Egy csoportnak lehet egynél több maximális részcsoportja. A Klein-csoportnak például három másodrendű részcsoportja is van; ezek mindegyike maximális. Egy csoport maximális részcsoportjainak metszetét Frattini-részcsoportnak nevezzük.

## Tulajdonságok
Ha egy csoportnak egyetlen maximális részcsoportja van, akkor azt szükségképpen helyben hagyja minden automorfizmus, és így az ilyen részcsoport karakterisztikus (következésképpen normálosztó).
A maximális részcsoportok szükségképpen modulárisak (azaz ha {\displaystyle A} maximális {\displaystyle G}-ben és {\displaystyle B,C} olyan részcsoportjai {\displaystyle G}-nek, hogy {\displaystyle A\leq C}, akkor {\displaystyle \langle A,B\cap C\rangle =\langle A,B\rangle \cap C}). Ilyenkor ugyanis {\displaystyle A\leq C} azt jelenti, hogy vagy {\displaystyle A=C} vagy {\displaystyle A=G}. Az első esetben {\displaystyle \langle A,B\cap C\rangle =A=\langle A,B\rangle \cap C}. A második esetben {\displaystyle \langle A,B\cap C\rangle =\langle A,B\rangle =\langle A,B\rangle \cap C}.
Egy {\displaystyle G} csoport minden maximális részcsoportja pronormális.